# الوان (ویرجینیا)
الوان (به انگلیسی: Elvan) یک منطقهٔ مسکونی در ایالات متحده آمریکا است که در شهرستان لادن، ویرجینیا واقع شده‌است.